# 마르세유의 타로

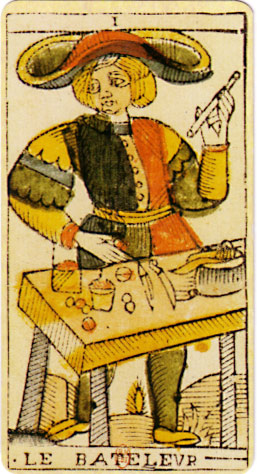
마르세유판 (쟝 도달판) 타로의 마술사

마르세유의 타로(영어: Tarot of Marseilles 또는 Tarot of Marseille, 프랑스어: Tarot de Marseille)는 16세기부터 18세기 무렵의 유럽에서 대량생산되고 있던 카드 도안의 총칭 또는 그 도안을 답습한 타로카드의 명칭이다.
일반적으로는 '그리모 판'의 타로카드를 가리켜 호칭하는 경우가 많다.

## 역사

### 기원과 프랑스로의 전래
타로카드의 역사는 보통 15세기의 이탈리아까지 거슬러 올라갈 수 있다. 당시 플레잉카드로서 주로 카드게임 등에 사용되고 있던 것이 그대로 유럽 각지로 전해졌는데, 후에 '어떠한 요인'에 의해 운세 등의 신비적·비교적 의미가 담긴 카드로 변해 갔다고 보인다 (타로의 항도 참조).
프랑스의 역사에서 문헌 등에 처음으로 타로를 포함한 '플레잉카드'가 관련된 언급을 볼 수 있는 것은 1482년부터이다. 또, 명확하게 '타로'에 관련되는 문헌으로서 프랑스 최고의 것은 프랑수아 라블레에 의한 저서 '가르강튀아와 팡타그뤼엘'이며, 그 제일지서에 'tarau'라는 형태로 기술되고 있다. 출판년은 1534년이다. 그 후, 프랑스에서 카드게임이 일반적인 것이 되는 것에 따라, 늦어도 16세기 말 무렵에는 리용이나 루앙을 중심으로 타로의 제조를 하게 되어 있었다. 카드의 제조, 즉 인쇄·제지업은 지리적 환경으로부터 점차 지중해 연안부의 도시에서도 생산이 시작되게 된다. 지중해 연안의 도시는 당시, 다양한 정보가 왕래하는 항구도시로서 발전하고 있어, 아시아·아프리카 등 타국의 문화를 재빨리 흡수할 수 있는 환경이었다. 그 덕에 목판 인쇄·동판 인쇄 관련 기술에서도 다른 지방에 앞섰다. 17세기 무렵에는 마르세유를 시작해 툴롱, 보르도 등의 지중해 연안부를 시작해 프랑스의 각처에서도 카드가 제조되었다.

### 마르세유 타로의 출현과 신비학의 영향

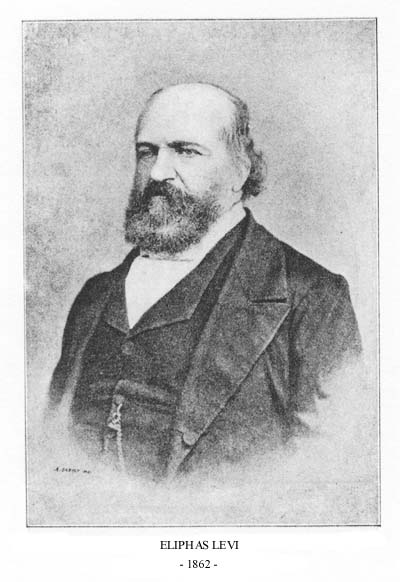
엘리파스 레비의 초상. 1862년 당시의 것.

프랑스 최고의 것으로 현존하는 타로카드는 1557년의 리용에서 까틀랑 조프로이 (Catelin Geoffroy)라는 인물에 의해서 작성된 것이라고 보여지고 있다. 이 까틀랑 조프로이에 의한 타로의 슈트는 오늘로 보여지는 타로의 슈트와는 달라, 당시의 트럼프 (플레잉카드)의 슈트와 공통되는 3종류가 확인되기 때문에, 그 도안의 디자인과 함께 '마르세유의 타로'라고 직접 공통되는 점은 적다고 여겨진다. 역사상 거슬러 올라갈 수 있는 범위에서 처음으로 '마르세유의 타로'의 도안이 확인되는 것은 마르세유는 아니고 17세기 후반 (1650년 경으로 되어 있다)의 파리에서이다. 쟝 노블레에 의해 작성된 타로카드가 '마르세유의 타로'의 도안을 가지는 가장 낡은 덱으로서 유력시 되고 있다.. 이 디자인이 후에 타로카드의 디자인으로서 일반적인 것이 되어, 이것을 원으로 한 여러 가지 바리에이션의 카드가 프랑스 각지에서 생산되었다. 이윽고 니콜라 콩베르라는 18세기의 카드 메이커가 만든 타로를 1930년대에 그리모 사가 17세기 이후부터 타로카드 생산의 중심지였던 '마르세유'에 연관지어 "마르세유 타로"라는 이름으로 복각한 것이 시작, 현재 '마르세유 타로'라고 불리게 되었다.
한 편, 1854년의 파리에서 한 명의 마술사가 1권의 책을 출판했다. '엘리파스 레비 (Eliphas Lévi)', 본명 '알퐁스 루이 꽁스탕(Alphonse Louis Constant)'이 적은 '고등 마술의 교리와 제사 의식'이 그것이다. 이윽고 이 책에 쓰여진 신비학에 근거하는 신비주의 사상은 당시의 파리를 석권하게 되어, 19세기 반부터 20세기에 이르는 마술 부흥·오컬트 사상을 상징하는 존재가 되었다. 동서는 타로에 대한 해설서도 있었으므로, 이후 현대에 이르기까지 세계 각지에서 타로 해석의 해설서의 스테디셀러 1권으로 여겨져 왔다. 이 흐름을 받아 타로에도 신비주의·카발라 사상에 근거하는 해석이 받아들여져, 그까지 제작되고 있던 카드에도 동서의 해석을 적용시킬 수 있게 되었다. 이윽고 영국으로 비화한 타로의 신비적 해석은 20세기 초두의 1910년, 아서 에드워드 웨이트에 의한 타로카드, 즉 황금의 새벽단의 교의에 근거하는 카발라 사상·신비적 상징을 충분하게 도입한 '웨이트판 타로'로서 결실해, 이 덱이 출판된 것을 시작으로, 온 세상에서 신비적 해석을 모방한 타로카드가 제작되기 시작했다.
이러한 흐름 속에 마르세유의 타로는 그 역사, 상징체계의 부분에서 여러 가지 연구가 진행되고 있다. 일부에서는 '마르세유판이야말로, 본래의 타로카드의 모습이다'라는 주장이 태어나는 등, 다른 타로와의 차별화를 도모하려는 움직임도 있다.

## 주된 특징과 대표적인 마르세유 타로
목판화조의 거친 도안이 특징적인 카드로, 현재 넓게 사용되는 웨이트판 타로와는 대 아르카나의 배열 순서가 차이가 난다.
- 마르세유판: 카드 번호 8은 '정의', 11은 '힘'.
- 웨이트판: 카드 번호 8은 '힘', 11은 '정의'.

또, 긴 역사에 힘입어 여러 가지 바리에이션의 것이 나돌고 있다. 이하는 대표격의 마르세유 타로판이다.
Ancien Tarot de Marseille
1848년에 바티스트 폴 그리모 (Baptiste Paul Grimaud)가 창업한 프랑스의 카드 메이커, 프랑스 카르타사의 타로카드. 일반적으로 말하는 '그리모판'.
Universal Tarot of Marseille
이탈리아의 LO SCARABEO사에서 발행되고 있는 타로카드. 끌로드 뷔르델의 디자인을 현대풍으로 복각한 것이다.
Tarot Classic
1751년에 끌로드 뷔르델 (Claude Burdel)에 의해서 작성된 목판 타로카드의 복각판. 스위스의 AGM사나 이탈리아의 LO SCARABEO사 등에서 발행되고 있다.
Tarot Vieville
1650년 무렵의 파리에서 자크 비에비유 (Jack Vieville)에 의해서 작성된 목판 타로카드의 복각판. '역사'에 기재되어 있는 쟝 노브레의 것과 같은 시기에 작성된 것이며, 디자인 등이 여러 가지 연구의 대상이 되고 있다.
Ancient Tarots of Marseilles
1760년에 니꼴라 콩베르 (Nicolas Conver)에 의해서 작성된 목판 타로카드의 복각판. 덧붙여 이 디자인의 목판을 소유하는 까모앙 사에 의해서 까모앙 타로가 작성되고 있다.
이밖에도, 다양한 디자인의 마르세유 타로가 작성되고 있다.

## 참고 도판

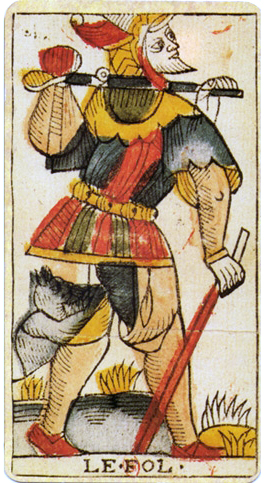
바보
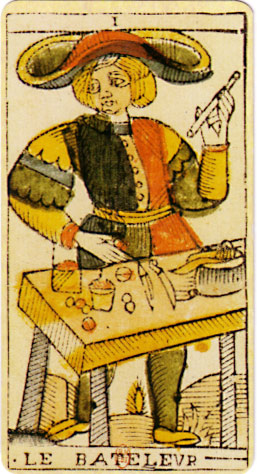
마술사
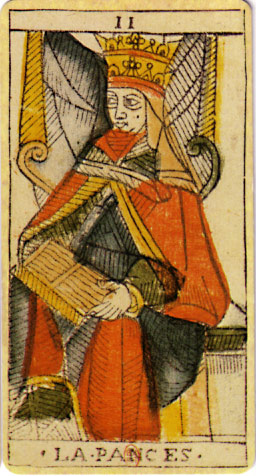
여교황
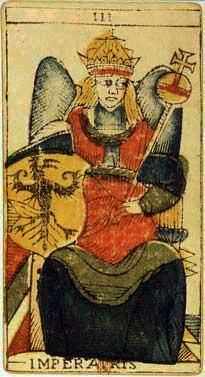
여제
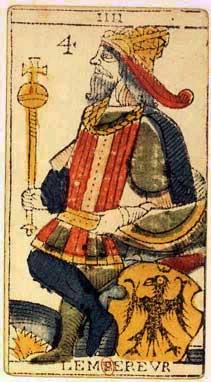
황제
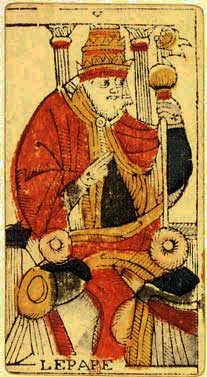
교황
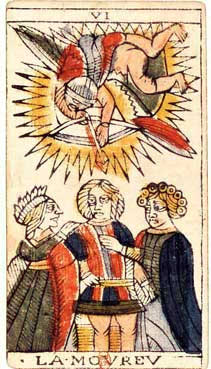
연인
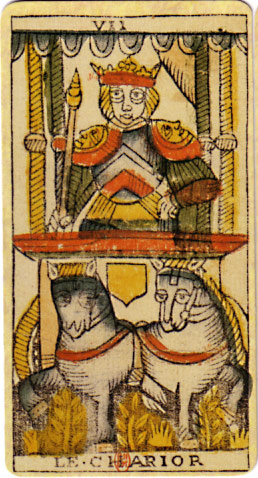
전차
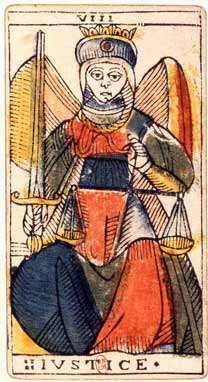
정의
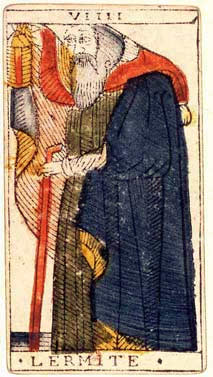
은자
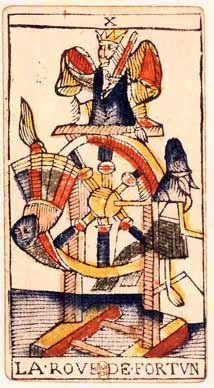
운명의 바퀴
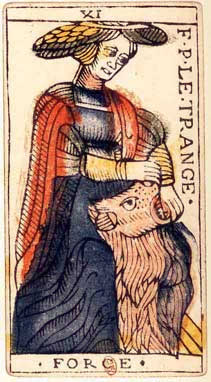
힘
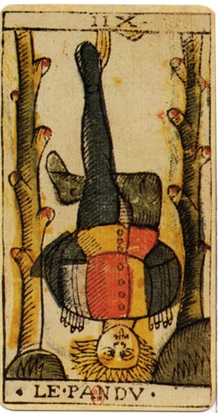
매달린 남자
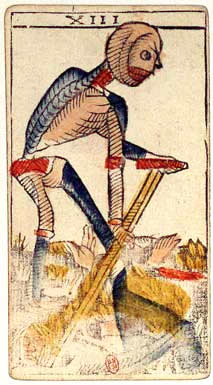
이름없음
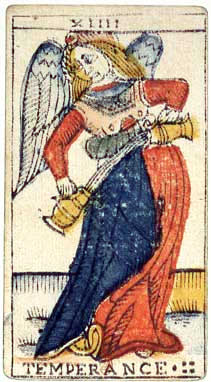
절제
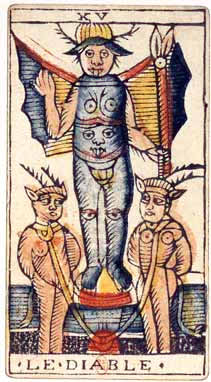
악마
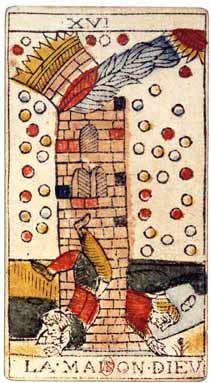
탑
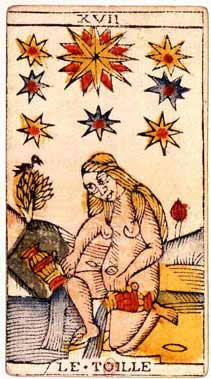
별
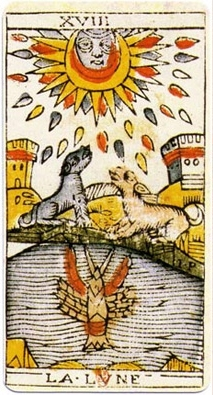
달
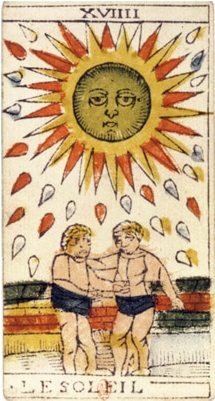
태양
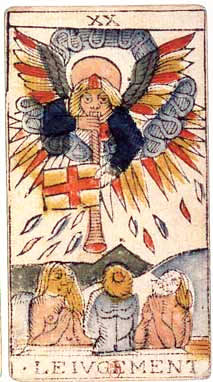
심판
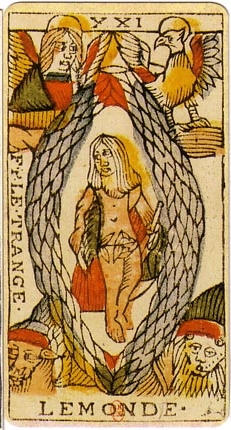
세계

## 참고 문헌
- 이 이즈미 류이치 '타로 대전' ISBN 9784314009645

## 같이 보기
- 타로
- 대 아르카나